# Henning Grosse
Henning Grosse (auch Henning Gross, Henning Gros, u. ä.; † 14. März 1649) war ein deutscher Rechtsprofessor in Wittenberg und Frankfurt an der Oder. Er war Rektor in Wittenberg und Landsyndikus der Niederlausitz.

## Leben
Grosse promovierte zum Doktor des Rechts in Wittenberg, wurde dort Dozent und Professor. Im Sommersemester 1629 war er Rektor der Universität. 1639 wurde Henning Grosse zum Landsyndikus der Niederlausitz ernannt und blieb dies bis 1642. Danach wurde er Professor in Frankfurt.
Am 14. März 1649 rutschte er bei einem Spaziergang aus und ertrank in der Neiße.

## Schriften (Auswahl)
- Disputatio juridica de alendis liberis. Gormann, Wittenberg 1624. (Digitalisat)
- De tutelis. (Resp. Georg Schroer) Haken, Wittenberg 1624.
- Disputatio de usucapionibus et longi temporis praescriptionibus. Gormann, Wittenberg 1625.
- Disputatio juridica de servitutibus personalibus. (Resp. Carolus von Hagen) Tham, Wittenberg 1630. (Digitalisat)
- Disputatio Feudalis Prima, De Origine, definitione & divisione ut & constitutione & adquisitione feudi. (Resp. Bernhard Zieritz) Roth, Wittenberg 1634. (Digitalisat)
- Disputatio juridica de mutuo. Röhner, Wittenberg 1633. (Digitalisat)
- De jure dotium disputatio juridica. (Resp. Johannes Schaper) 1647. (Digitalisat)
- Assertiones inaugurales de sacro domaniorum iure, ad Tit. quosd. Cib. XI. C. et 1. cum servus 39.8.8. ... . Ernesti, Frankfurt an der Oder 1672. (Digitalisat)
- Dispvtatio ivridica de testamentis. Wittenberg 1743. (Digitalisat)